# Dez Princípios para o Estabelecimento de um Sistema Ideológico Monolítico

Kim Il-sung

Os Dez Princípios para o Estabelecimento de um Sistema Ideológico Monolítico (em coreano: 당의 유일사상체계확립의 10대 원칙; também conhecido como os Dez Princípios do Sistema de uma Ideologia) são um conjunto de dez princípios e sessenta e cinco cláusulas que são usadas para estabelecer padrões de governança e guiar os comportamentos do povo da Coreia do Norte.
Os Princípios foram originalmente propostos por Kim Yong-ju, o irmão mais novo do líder norte-coreano Kim Il-sung, em 1967, após o "Incidente da Facção Kapsan" que tentou, sem sucesso, desafiar a autoridade de Kim Il-sung e a posição de Kim Yong-ju como herdeiro aparente da época. Assim sendo, o Sistema Ideológico Monolítico emergiu no contexto dos debates políticos dentro do Partido dos Trabalhadores da Coreia e os desafios externos causados pela ruptura sino-soviética. O Sistema Ideológico Monolítico foi implementado por Kim Il-sung com o objetivo de esmagar as divergências internas e consolidar o domínio de sua família sobre o sistema político norte-coreano. Kim Il-sung anunciou os princípios ao público em um discurso realizado na Assembleia Popular Suprema em 16 de dezembro de 1967, intitulado "Vamos Incorporar o Espírito Revolucionário de Independência, Auto-Sustento e Auto-Defesa Mais Profundamente em todos os Ramos da Atividade do Estado".
Os Princípios foram reescritos por Kim Jong-il, com a ajuda de Hwang Jang-yop, depois que Kim se tornou o novo herdeiro em fevereiro de 1974. Os Princípios atualizados ficaram maiores e ampliaram ainda mais o culto à personalidade. Os Princípios alcançaram um status oficial no partido em 1974. Os Dez Princípios vieram substituir a constituição nacional ou éditos do Partido dos Trabalhadores da Coreia e, na prática, servem como a lei suprema do país.
Os Dez Princípios devem ser memorizados por todos os cidadãos, e garantem lealdade absoluta e obediência a Kim Il-sung, Kim Jong-il e Kim Jong-un. Os Princípios são parte integrante da vida política e cotidiana das pessoas e devem ser exercidos através de sessões diárias de autocrítica, em seu trabalho, escola, etc. e forma a base do culto generalizado de personalidade do país. Eles são frequentemente comparados com os Dez Mandamentos, devido ao seu papel semelhante em moldar a vida diária das pessoas e a linguagem que evocam, e suspeita-se que o passado cristão de Kim Yong-ju os moldou dessa maneira.
De acordo com os dicionários norte-coreanos, os dez princípios são definidos da seguinte maneira: "O sistema ideológico pelo qual todo o partido e o povo é firmemente armados com a ideologia revolucionária dos Suryeong (Líder Supremo) e unidos solidamente em torno dele, realizando a batalha revolucionária e a batalha de construção sob a liderança exclusiva dos Suryeong".

## Dez Princípios
Os dez principais princípios originais estão listados abaixo:
1. Devemos dar tudo de nós na luta para unificar toda a sociedade com a ideologia revolucionária do Grande Líder Kim Il-sung.
2. Devemos honrar o Grande Líder Camarada Kim Il-sung com toda a nossa lealdade.
3. Precisamos tornar absoluta a autoridade Grande Líder Camarada Kim Il-sung.
4. Devemos tornar a ideologia revolucionária do Grande Líder Camarada Kim Il-sung nossa fé e fazer de suas instruções nosso credo.
5. Devemos aderir estritamente ao princípio da obediência incondicional ao executar as instruções do Grande Líder Camarada Kim Il-sung.
6. Precisamos fortalecer a ideologia e a força de vontade e a unidade revolucionária de todo o partido, centradas no Grande Líder Camarada Kim Il-sung.
7. Devemos aprender com o Grande Líder Kim Il-sung Camarada e adotar o olhar comunista, métodos de trabalho revolucionários e estilo de trabalho orientado para as pessoas.
8. Devemos valorizar a vida política que nos foi dada pelo Grande Líder Camarada Kim Il-sung, e lealmente retribuir sua grande confiança política e consideração com maior consciência e habilidade política.
9. Devemos estabelecer regulamentos organizacionais fortes para que todo o partido, nação e forças armadas se movam como um só sob a única liderança do Grande Líder Camarada Kim Il-sung.
10. Devemos repassar a grande conquista da revolução do Grande Líder Camarada Kim Il-sung de geração em geração, herdando e completando até o fim.

### Versão detalhada
Uma versão mais detalhada dos dez princípios é a seguinte:
1. Lute com toda a sua vida para pintar toda a sociedade a única cor do pensamento revolucionário do Grande Líder Camarada Kim Il-sung. É considerada a mais alta doutrina do nosso partido para pintar a sociedade inteira a única cor do pensamento revolucionário do Grande Líder, e um nível mais alto de tarefa é construir o sistema de ideologia unitária do nosso partido.
2. Respeite e reverencie altamente e com lealdade o Grande Líder Camarada Kim Il-sung. Altamente reverenciar o Grande Líder Camarada Kim Il Sung é o mais nobre dever dos guerreiros revolucionários que são infinitamente leais ao Grande Líder. Dentro disso está a glória da nossa nação e a eterna felicidade do nosso povo.
3. Faça absoluta a autoridade do Grande Líder Camarada Kim Il-sung. Afirmar a natureza absoluta da autoridade do Grande Líder Camarada Kim Il Sung é a suprema exigência de nossa tarefa revolucionária e a volição revolucionária de nosso partido e povo.
4. Aceite o pensamento revolucionário do Grande Líder Camarada Kim Il-sung como sua crença e tome as instruções do Grande Líder como seu credo. Aceitar o pensamento do Grande Líder Camarada Kim Il-sung como sua própria crença e tomar suas instruções como um credo é o elemento mais crucial solicitado para que ele se torne um guerreiro comunista Juche infinitamente leal. É também uma pré-condição para a vitória da nossa luta revolucionária e sua construção.
5. Observe absolutamente o princípio da execução incondicional ao executar as instruções do Grande Líder Camarada Kim Il-sung. Executar incondicionalmente as instruções do Grande Líder Camarada Kim Il-sung é o requisito básico para provar a lealdade ao Grande Líder e a condição última para a vitória de nossa luta revolucionária e seu estabelecimento.
6. Reúna a unidade do intelecto ideológico e da solidariedade revolucionária em torno do Grande Líder Camarada Kim Il-sung. A unidade de aço do partido é a fonte do poder invencível do partido e uma firme garantia da vitória da nossa revolução.
7. Aprenda com o Grande Líder Camarada Kim Il-sung e domine a dignidade comunista, os métodos para realizar tarefas revolucionárias e os estilos de trabalho das pessoas. Aprender a dignidade comunista do Grande Líder Camarada Kim Il-sung, os métodos para realizar tarefas revolucionárias e os estilos de trabalho das pessoas são os deveres divinos de todos os membros do partido e dos trabalhadores e o pré-requisito para cumprir o destino honorário dos guerreiros revolucionários.
8. Preserve a vida política que o Grande Líder Camarada Kim Il-sung concedeu a você, e retribua lealmente com alta consciência política e habilidade para a ilimitada confiança política e considerações do Grande Líder. É a nossa mais alta honra ter-nos dado a vida política pelo Grande Líder Camarada Kim Il-sung e retribuir a sua confiança lealmente pode levar a um futuro brilhante para a nossa vida política.
9. Estabelecer uma forte disciplina organizacional para que todo o Partido, todo o povo e todo o exército funcionem uniformemente sob a liderança exclusiva do Grande Líder Camarada Kim Il-sung. Estabelecer uma forte disciplina organizacional é o requisito essencial para fortalecer a ideologia coletiva do partido, a liderança e seu poder de combate. É também uma garantia firme da vitória da nossa luta revolucionária e do seu estabelecimento.
10. As grandes realizações revolucionárias iniciadas pelo Grande Líder Camarada Kim Il-sung devem ser bem sucedidas e aperfeiçoadas pela sucessão hereditária até o fim. O firme estabelecimento do sistema de liderança único é a garantia crucial para a preservação e o desenvolvimento das realizações revolucionárias do Grande Líder, ao mesmo tempo em que alcança a vitória final da revolução.

### Obras citadas
- Lim Jae-Cheon (2015). Leader Symbols and Personality Cult in North Korea: The Leader State. New York: Taylor & Francis. ISBN 978-1-317-56740-0